# ويكي الحاضنة
ويكي الحاضنة (بالإنجليزية: Wikimedia Incubator) هو مشروع تابع لمؤسسة ويكيميديا يهدف إلى توفير مساحة لتطوير واختبار نسخ لغوية جديدة من مشاريع ويكيميديا، مثل ويكيبيديا، وويكاموس، وويكي الكتب، وغيرها. يعتبر ويكي الحاضنة بمثابة "أرض تدريب" للغات الجديدة التي لم يتم إطلاق مشاريع ويكيميديا خاصة بها بعد.

التاريخ و الهدف:
ويكي الحاضنة هو موقع ويكي تديره مؤسسة ويكيميديا. تاريخه يعود إلى 2 يونيو 2006. الهدف من ويكي الحاضنة هو استضافة النسخ اللغوية لمشاريع ويكيميديا التي لا تملك بعدُ ويكي خاصًا بها.
بعبارة أخرى، يعتبر ويكي الحاضنة بمثابة "أرض تدريب" للغات الجديدة التي لم يتم إطلاق مشاريع ويكيميديا خاصة بها بعد. قبل إنشاء ويكي الحاضنة، كانت عملية إنشاء نسخة لغوية جديدة من ويكيبيديا أو أي مشروع آخر تتطلب عملية تقنية وإدارية معقدة. يوفر ويكي الحاضنة بيئة منظمة وداعمة للمتطوعين الذين يرغبون في بدء مشروع ويكيميديا بلغتهم الأم.
بشكل أساسي، يسمح ويكي الحاضنة للمتطوعين بالقيام بما يلي:
* اقتراح إنشاء مشروع ويكيميديا بلغة جديدة.
* تطوير محتوى أساسي باللغة المقترحة، بما في ذلك المقالات الأساسية والسياسات والإرشادات.
* اختبار جودة المحتوى وواجهة المستخدم.
* التقييم من قبل مجتمع ويكيميديا لمدى جاهزية اللغة لإطلاق مشروع مستقل.
إذا تم استيفاء المعايير اللازمة، يتم إطلاق مشروع ويكيميديا جديد باللغة المقترحة.
يلعب ويكي الحاضنة دورًا حيويًا في تعزيز التنوع اللغوي على الإنترنت وتوسيع نطاق الوصول إلى المعرفة الحرة.
الوظيفة و الآلية:
يعمل ويكي الحاضنة كقاعدة بيانات متعددة اللغات حيث يمكن للمستخدمين إنشاء صفحات بلغتهم المقترحة. يتم تنظيم الصفحات حسب اللغة، ولكل لغة مساحتها الخاصة حيث يمكن للمستخدمين كتابة المقالات، وتطوير القوالب والوحدات، وترجمة واجهة المستخدم.
تتضمن عملية تطوير مشروع جديد في ويكي الحاضنة عادةً المراحل التالية:
* الاقتراح: يقدم المستخدمون اقتراحًا لإنشاء مشروع ويكيميديا بلغة جديدة، مع توضيح مدى أهمية اللغة ووجود مجتمع مهتم بالمساهمة.
* التطوير: يبدأ المتطوعون في إنشاء محتوى أساسي باللغة المقترحة، بما في ذلك المقالات الأساسية والسياسات والإرشادات.
* الاختبار: يتم اختبار جودة المحتوى وواجهة المستخدم من قبل المجتمع اللغوي.
* التقييم: يقوم مجتمع ويكيميديا بتقييم مدى جاهزية اللغة لإطلاق مشروع مستقل.
* الإطلاق: إذا تم استيفاء المعايير اللازمة، يتم إطلاق مشروع ويكيميديا جديد باللغة المقترحة.
الأهمية و التأثير:
يلعب ويكي الحاضنة دورًا حيويًا في تعزيز التنوع اللغوي على الإنترنت وتوسيع نطاق الوصول إلى المعرفة الحرة. من خلال توفير بيئة داعمة للغات الجديدة، ساهم ويكي الحاضنة في إطلاق العديد من النسخ اللغوية الناجحة لمشاريع ويكيميديا، مما أتاح للملايين من الأشخاص حول العالم الوصول إلى المعلومات بلغتهم الأم.
التحديات و الإعتبارات:
يواجه ويكي الحاضنة بعض التحديات، مثل ضمان جودة المحتوى في اللغات الجديدة، وتوفير الدعم التقني والتحريري الكافي، وتشجيع المشاركة المجتمعية المستدامة. بالإضافة إلى ذلك، قد تستغرق عملية تطوير مشروع جديد في ويكي الحاضنة وقتًا طويلاً وتتطلب جهودًا متواصلة من المتطوعين.
العلاقة بمشاريع ويكيميديا الأخرى
يعتبر ويكي الحاضنة جزءًا لا يتجزأ من منظومة ويكيميديا الأوسع. فهو يعمل بالتنسيق مع مشاريع ويكيميديا الأخرى، مثل ميتا-ويكي (Meta-Wiki) الذي يستخدم للتنسيق العام بين المشاريع، وويكيميديا كومنز (Wikimedia Commons) الذي يوفر مكتبة وسائط متعددة مجانية.
المجتمع:
يعتمد ويكي الحاضنة على مساهمات مجتمع عالمي من المتطوعين الذين لديهم شغف باللغات والمعرفة الحرة. يساهم هؤلاء المتطوعون في إنشاء المحتوى، وترجمة الواجهات، وتقديم الدعم للمستخدمين الجدد.